# Mittenothamnium perrieri
Mittenothamnium perrieri är en bladmossart som beskrevs av Schultze-motel 1975. Mittenothamnium perrieri ingår i släktet Mittenothamnium och familjen Hypnaceae. Inga underarter finns listade i Catalogue of Life.